# Kristofer Gustavsson
Kristofer Gustavsson, född 17 juli 1980, är en svensk bandymålvakt. 
Kristofer Gustavssons moderklubb är IFK Motala, där han spelade cirka 60 allsvenska matcher, men då tidigare landslagsmålvakten Dennis Gustavsson återvände till Motala efter några år i Hammarby IF så blev det ingen plats över för Kristofer i Motala. Han valde då först att ta en paus från bandyn, men mitt under säsongen 2003/2004 skrev han på för trefaldiga mästarlaget Vetlanda BK. Han gjorde direkt succé i sitt nya lag och var en bidragande orsak till att småländska VBK fick ordning på sitt försvarsspel. 
Gustavsson är en storvuxen målvakt med bra räckvidd, han är 198 cm. lång. Han har även varit målvakt i Motala AIF:s fotbollslag i Division 2